# حرب التحرير السويدية
حرب التحرير السويدية (1521–1523)، والتي يُطلق عليها كذلك تسمية تمرد غوستاف فاسا، أو حرب الانفصال السويدية، هو تمرد وحرب أهلية نجح فيها فردٌ من طبقة النبلاء (غوستاف فاسا) في الإطاحة بالملك كريستيان الثاني ملك الدنمارك عن عرش السويد، مُنهيًا بذلك اتحاد كالمار بين السويد والنرويج والدنمارك.

## خلفية الأحداث
حاول الملك كريستيان الثاني وحليفه كبير الأساقفة السويدي غوستاف تروله وهو سلسيل لعائلة نبيلة نقابية بارزة، القضاء على حزب ستوره الانفصالي في أوساط النبلاء السويديين عبر إعدام عدد كبير منهم فيما عُرِف باسم مجزرة ستوكهولم [الإنجليزية]. لم يكن الملك نفسه يحظى بشعبية كبيرة نظرًا لفرضه ضرائب مرتفعة على الفلاحين. بالإضافة إلى ذلك، كان النبلاء وعامة الناس من الألمان والدنماركيين يستولون على معظم القلاع السويدية، وهو ما استفزّ النبلاء السويديين.

### الجانب الاقتصادي
وفي خلفية المشهد، دار صراع للهيمنة الاقتصادية على صناعة والمعادن والتنقيب في بيرغسلاغين (أكبر مناطق التعدين الرئيسية في السويد في القرن السادس عشر) والتي أضافت موارد مالية أكبر بكثير للقدرات العسكرية، إنما مشفوعةً كذلك بأقاليم قوية تابعة لها، في الصراع الذي دام لعقودٍ أصلًا بسبب اتحاد كالمار. انخرطت الأطراف التالية بتمويلها في صراع اقتصادي:
- ياكوب فوغر (أحد أبرز رجال الصناعة الأوائل في مجال التعدين وصناعة المعادن في القارة)، الذي كان يسعى لاستيلاءٍ تجاريّ عدوانيّ على بيرغسلاغين، متحالفًا مع بعض المعتمدين اقتصاديًا على فوغر، مثل البابا ليو العاشر، وكبير الأساقفة السويدي غوستاف ترول، وماكسيمليان الأول (الإمبراطور الروماني المقدس)، في تحالف مع كريستيان الثاني ملك الدنمارك والنرويج الذي زعم أنه ملك الاتحاد (أيضًا في السويد)، وصدّق تلك الاتفاقية زواجه في العام 1515 من إيزابيلا النمساوية حفيدة الإمبراطور.
- الرابطة الهانزية (مدينة لوبيك الحرة) التي طبّقت بصورة عملية احتكارًا تجاريًا في السويد وبيرغسلاغين، متحالفة مع حكام السويد ستين ستوره الأصغر وغوستاف فاسا فيما بعد، وهو ما جعلهم معتمدين بدرجة كبيرة على الرابطة الهانزية.

جاء تمويل غزو السويد من كريستيان الثاني، بنيّة استيلاء فوغر على قطاع الصناعة في بيرغسلاغين، مقابل دفع مهرٍ مرتفعٍ جدًا لزوجة كريستيان الثاني، بتمويل من فوغر. فيما بعد في العام 1521 انسحب فوغر من المعركة جرّاء هزيمته أمام غوستاف فاسا في معركة فيستيروس (والسيطرة على الشحن من بيرغسلاغين). وبالتالي، فقد كريستيان الثاني الموارد اللازمة للانتصار في حربه ضد غوستاف فاسا، كما خسر الموارد للحفاظ على موقعه في الدنمارك (ضد عمه فريدريك الأول ملك الدنمارك في العام 1523).
أدّت الزيادات العالية في التمويل تارةً والتبعية المالية تارةً أخرى إلى تمّكن الطرفين أحيانًا من تجنيد أعدادٍ أكبر من المرتزقة المستأجرين من ذوي الأجور المرتفعة، وهو ما يفسر تأرجح ميزان القوى والتغيرات السريعة للوضع، أثناء سير الحرب. بلغت التكاليف حدًا كبيرًا، وبعد انتصار الملك كريستيان الثالث بتحالفه مع السويد بقيادة غوستاف فاسا في العام 1536 في نزاع الكونت في سكونا والدنمارك، تبددت الأموال، واندثر تأثير الكنيسة الكاثوليكية والرابطة الهانزية علي دول الشمال.

## انتفاضة العام 1521
بدأت الحرب في يناير 1521، مع تعيين غوستاف فاسا قائدًا على دالارنا من قبل ممثلي سكان الجزء الشمالي من المقاطعة. بعد أن نهب غوستاف فاسا منجم النحاس في فالون وبلدة فيستيروس، التحق المزيد من الرجال بجيشه. في العام 1522، تحالفت مدينة لوبيك الهانزية مع المتمردين السويديين. بعد الاستيلاء على ستوكهولم في يونيو 1523، سيطر المتمردون بشكل فعلي على كامل السويد، وفي 6 يونيو انتُخب غوستاف فاسا ملكًا على السويد في بلدة سترينغنس. بحلول سبتمبر من ذلك العام، وقعت أوسترلاند (فنلندا السويدية) تحت سيطرة أنصار غوستاف فاسا. وبموجب معاهدة مالمو الموقّعة في 1 سبتمبر 1524، انفصلت السويد عن اتحاد كالمار.